# Йъхви
Йъхви (на естонски Jõhvi, на немски: Jewe, Йеве) е град в североизточна Естония, административен център на област Ида-Виру.

## География
Градът е разположен 160 км западно от столицата Талин и 50 км източно от град Нарва до руската граница.

## Население
- 11 500 (2005)
- 11 600 (2004)

## Етнически състав
- 58%-руснаци
- 37%-естонци
- 5%-други (украинци, беларуси, татари)

## Побратимени градове
- Удевала, Швеция